# Sébastien Gattuso
Sébastien Gattuso (Menton, 28 juni 1971) is een Monegaskisch sprinter, die gespecialiseerd is in de 100 m. Hij nam viermaal deel aan de Olympische Spelen, waarvan driemaal bij de atletiek en eenmaal bij het bobsleeën.
Hij deed mee aan de 100 meter sprint op de Olympische Spelen van 2004 in Athene. Daar liep hij de 100 m in 10,58 seconden (-toen- een nationaal record) en eindigde als zevende in zijn serie. Hierdoor ging hij niet door naar de volgende ronde. Ook op andere internationale wedstrijden, zoals het EK 2002, WK 2003, EK indoor 2007, OS 2008 werd hij uitgeschakeld in de voorrondes.
Gattuso nam ook deel aan de Olympische Winterspelen van 2002 en 2010 op het onderdeel tweemansbobsleeën.
Gattuso is geen familie van Gennaro Gattuso, Italiaans stervoetballer van AC Milan.

## Persoonlijke records
Outdoor
| Onderdeel   | Prestatie        | Datum        | Plaats |
| ----------- | ---------------- | ------------ | ------ |
| 100 m       | 10,53 (nat. rec) | 12 juli 2008 | Dijon  |
| 200 m       | 21,89            | 5 juni 2003  | Marsa  |
| kogelstoten | 10,98 m          | 8 mei 2005   | Nice   |

Indoor
| Onderdeel | Prestatie | Datum        | Plaats   |
| --------- | --------- | ------------ | -------- |
| 60 m      | 6,94 s    | 7 maart 2008 | Valencia |